# Petermegawita
La petermegawita és un mineral de la classe dels silicats. Rep el nom del geòleg Peter Megaw (Tucson, Arizona), qui ha treballat i recollit minerals a tot Mèxic durant més de 35 anys.

## Característiques
La petermegawita és un silicat de fórmula química Al₆(Se4+O₃)₃[SiO₃(OH)](OH)9·10H₂O. Va ser aprovada com a espècie vàlida per l'Associació Mineralògica Internacional l'any 2021 i publicada en el mes d'agost de 2023. Cristal·litza en el sistema ortoròmbic.
Les mostres que van servir per a determinar l'espècie, el que es coneix com a material tipus, es troben conservades al Museu Mineral de la Universitat d'Arizona, a Tucson (Arizona), amb el número de catàleg: 22711, i al projecte RRUFF, amb el número de mostra: r210008.

## Formació i jaciments
Va ser descoberta a la mina El Dragón, situada a la província d'Antonio Quijarro (Potosí, Bolívia). Aquesta mina boliviana és l'únic indret de tot el planeta on ha estat descrita aquesta espècie mineral.